# Esther Srul
Esther Srul (* Datum und Ort unbekannt; † 15. September 1942 in Kowel, Wolhynien) war eine jüdische Bewohnerin des Ortes Kowel, die zusammen mit den anderen Juden des Ortes im September 1942 in der örtlichen Synagoge eingesperrt und von der deutschen Wehrmacht ermordet wurde.
Eine Inschrift in jiddischer Sprache als letzte Botschaft Esther Sruls wurde auf der Wand der Synagoge in Kowel gefunden.
Kowel, eine Stadt in der ukrainischen Region Wolhynien, hatte eine große jüdische Gemeinde. Am 28. Juni 1941 wurde Wolhynien im Zuge des Unternehmens Barbarossa von der deutschen Wehrmacht besetzt. Im September 1942 wurden diejenigen der 17.000 jüdischen Einwohner von Kowel (50 Prozent der Bewohner), die von der deutschen Wehrmacht noch nicht massakriert worden waren, von den Deutschen festgenommen und in die Synagoge eingesperrt. Die Gefangenen wurden gruppenweise aus der Synagoge gelassen und erschossen. Die Synagoge wurde in Flammen gesteckt. Nur eine Frau überlebte; sie wurde wahnsinnig. In den Trümmern der Synagoge fand man Botschaften wie die von Esther Srul in jiddischer Sprache. Einige Inschriften an den Wänden waren mit Blut geschrieben.

Die Inschrift von Esther Srul auf der Wand der Synagoge lautet: 

„Die Tore öffnen sich. Da sind unsere Mörder. Schwarz gekleidet. An ihren schmutzigen Händen tragen sie weisse Handschuhe. Paarweise jagen sie uns aus der Synagoge. Liebe Schwestern und Brüder, wie schwer ist es, vom schönen Leben Abschied zu nehmen. Die ihr am Leben bleibt, vergesst nie unsere unschuldige, kleine jüdische Strasse. Schwestern und Brüder, rächt uns an unseren Mördern. - Esther Srul, ermordet am 15. September 1942“

Der italienische Komponist Luigi Nono wählte aus dem Sammelband für den Text seines 1956 geschriebenen Chorwerkes Il canto sospeso zehn Abschiedsbriefe und letzte Botschaften von Frauen, Männern und Jugendlichen, die von der deutschen Wehrmacht und den Nationalsozialisten ermordet wurden, darunter auch die Inschrift  von Esther Srul.
Übersetzungen der Inschrift von Esther Srul finden sich in mehreren Sprachen auf dem interaktiven italienischen Portal Canzoni contro la guerra.